# Lecane stichaea
Lecane stichaea är en hjuldjursart som beskrevs av Harry K. Harring 1913. Lecane stichaea ingår i släktet Lecane och familjen Lecanidae. Arten är reproducerande i Sverige. Inga underarter finns listade i Catalogue of Life.